# إلمر روبنسون (عالم الغلاف الجوي)
إلمر روبنسون (بالإنجليزية: Elmer Robinson)‏ هو عالم الغلاف الجوي ‏ أمريكي، ولد في 3 أكتوبر 1924، وتوفي في 24 أبريل 2016.